# Lozovský rajón
Lozovský rajón (ukrajinsky Лозівський район) je rajón v Charkovské oblasti na Ukrajině. Hlavním městem je Lozova a rajón má přibližně 155 tisíc obyvatel. 

## Města v rajónu
- Lozova
- Pervomajskyj